# Le Franciscain de Bourges
Le Franciscain de Bourges ist ein französisches Filmdrama aus dem Jahre 1967 von Claude Autant-Lara mit Hardy Krüger in der Hauptrolle eines deutschen Franziskaners, der sich im Zweiten Weltkrieg in Bourges seelsorgerisch um französische Gestapo-Häftlinge kümmerte. Der Geschichte liegt die gleichnamige Erzählung (1967) des Widerstandskämpfers Marc Toledano (1917–1986) zugrunde.

## Handlung
Erzählt wird die historisch belegte Geschichte des deutschen Franziskaners Alois Stanke (1904–1975), der, von der Wehrmacht rekrutiert und in Frankreich stationiert, in der Spätphase des Zweiten Weltkriegs versucht, mehreren im deutschen Gestapo-Gefängnis inhaftierten und gequälten französischen Widerstandskämpfern zu helfen.
Alois Stanke, der sich als Franziskaner „Bruder Alfred“ für das Wohl der Armen und Verfolgten einsetzt, wird nach der Besetzung Frankreichs von seinem Orden als Krankenpfleger des Instituts der Franziskanerbrüder am Heiligen Kreuz im Gefängnis von Bourges eingesetzt. Obwohl er die deutsche Soldatenuniform trägt, zeigt Bruder Alfred tief empfundenes Mitgefühl für die französischen Insassen, die von der Gestapo bei Verhören regelmäßig gefoltert werden. Man verdächtigt die Inhaftierten, dem Untergrund anzugehören und Attentate auf die Besatzer zu planen oder bereits durchgeführt zu haben. Der Ordensbruder zeigt gegenüber den anfänglich noch misstrauischen Gefangenen die gänzlich andere, eine humane Seite eines Deutschen: Er versucht die Qualen der Insassen zu lindern, gibt ihnen Wärme und Menschlichkeit und versorgt sie mit Nahrung. Während seine Landsleute die einsitzenden Franzosen zu brechen versuchen, will Bruder Alfred ihre Würde bewahren.
Sein besonderes Augenmerk gilt den beiden noch recht jungen Brüdern Marc und Yves Toledano, denen im Bordiot-Gefängnis heftig zugesetzt wird. Bruder Alfred erwirbt deren Vertrauen und wendet sich auch nicht von ihnen ab, als er erfährt, dass sie tatsächlich der Résistance angehören. Im Gegenteil: Als ihm klar wird, dass mehreren Inhaftierten die Exekution droht, ist Bruder Alfred sogar bereit, den Männern bei der Flucht zu helfen. Nach dem Krieg wurden Stankes Taten dank der von ihm Geretteten der Öffentlichkeit bekannt gemacht. In seinen späten Lebensjahren setzte sich der Franziskaner von Bourges für die deutsch-französische Aussöhnung ein. Marc Toledano veröffentlichte seine Erinnerungen an die Gestapo-Haft unter demselben Titel wie der des Films, den Regisseur Autant-Lara noch im selben Jahr umsetzte.

## Produktionsnotizen

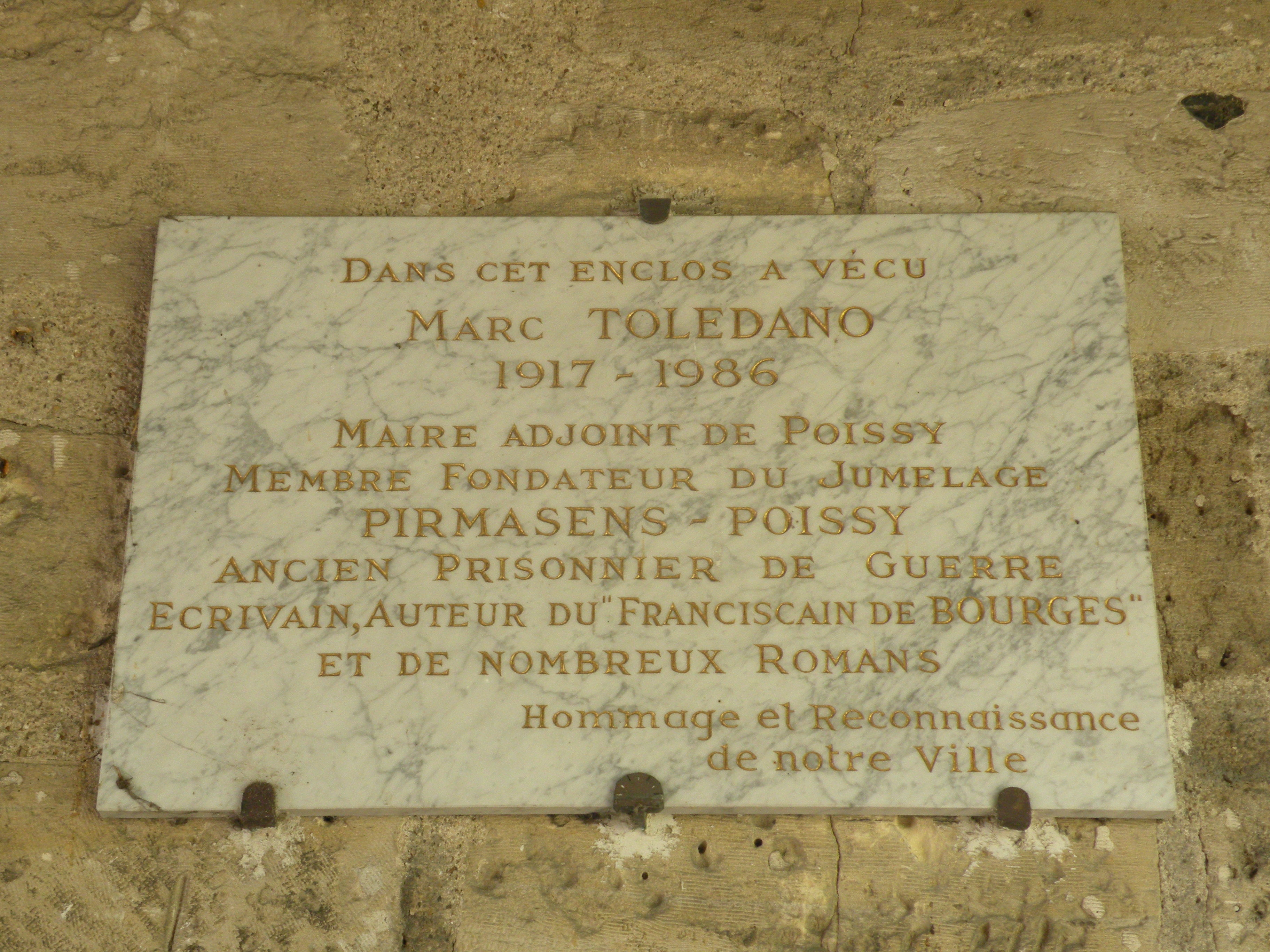
Gedenkstein in Poissy für den Widerstandskämpfer Marc Toledano, der von Bruder Alfred gerettet wurde

Le Franciscain de Bourges, einer der unbekanntesten Hardy-Krüger-Filme und zugleich ein Lieblingsprojekt des deutschen Filmstars, für das er angeblich unentgeltlich vor der Kamera gestanden hatte, entstand zwischen dem 2. Oktober und dem 14. November 1967. Die Uraufführung erfolgte am 29. März 1968. In Deutschland war dieser Film trotz seiner Thematik nie zu sehen.
Robert Paillardon übernahm die Produktionsleitung. Max Douy entwarf die Filmbauten.